# Pointe à Lézard
Ne doit pas être confondu avec Pointe Lézarde.
La pointe à Lézard est un cap de Guadeloupe située à Bouillante en Basse-Terre.

## Géographie
Il se situe à l'est de la pointe Marsolle et forme avec la pointe de l'Ermitage, l'Anse de Bouillante. A l'est du cap se trouve la pointe Machette et, entre la pointe Marsolle et la pointe à Lézard se trouve la grotte nommé La Voûte. 
Une randonnée permet de rejoindre à pieds la pointe à Lézard en passant par le morne Lézard (96 m).

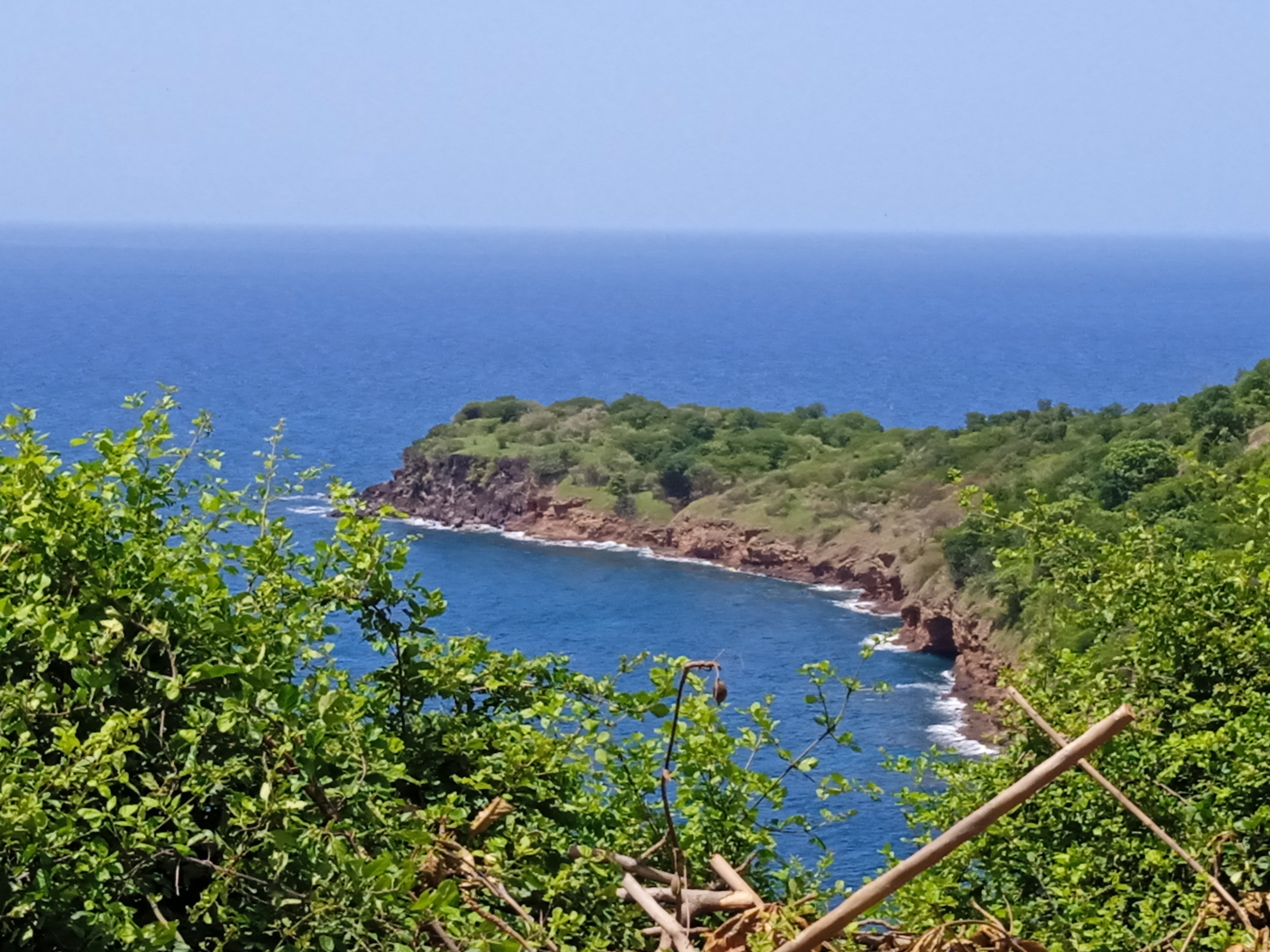
La pointe à Lézard avec, dans la falaise, la grotte la Voûte.
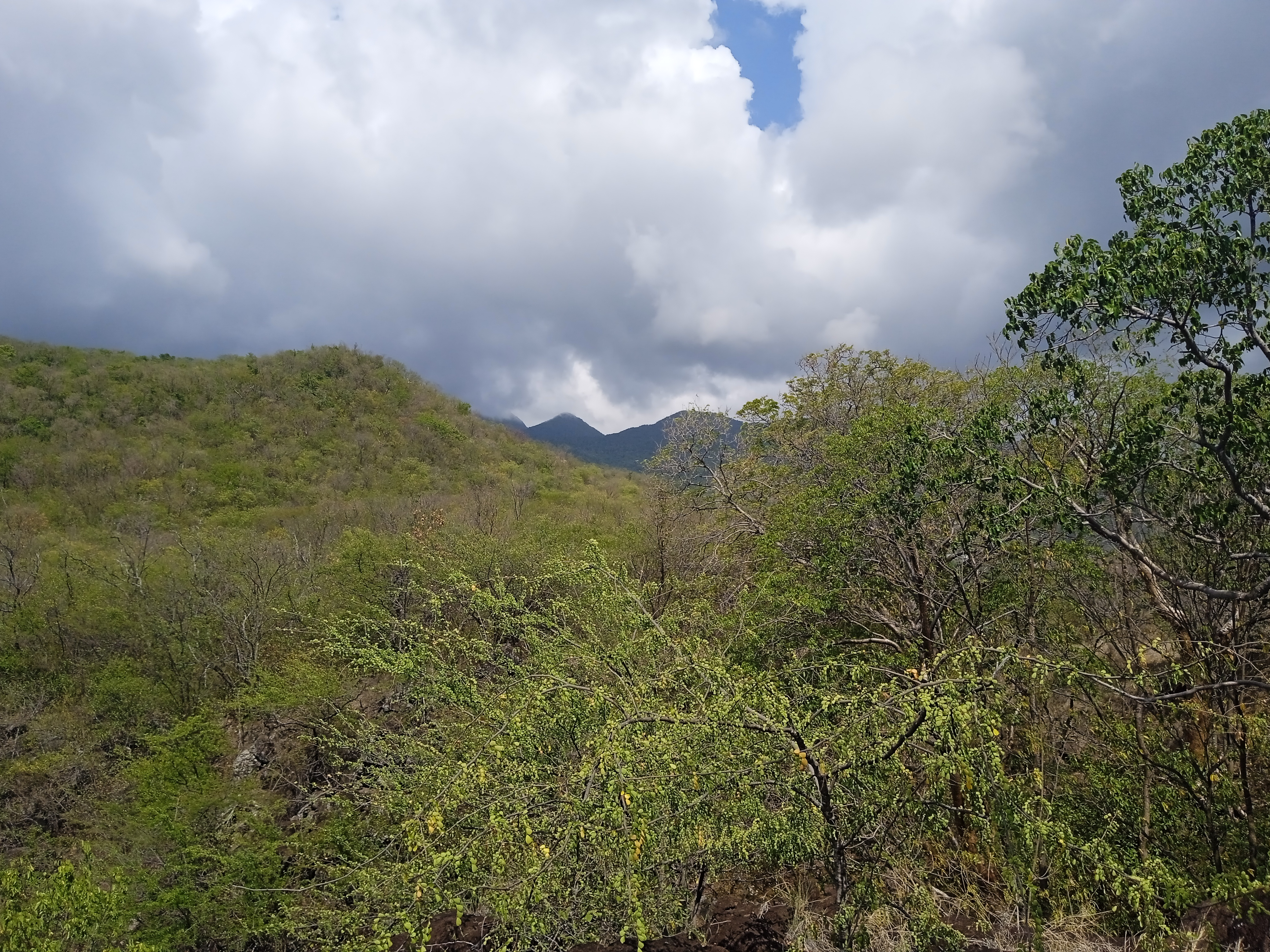
Morne Lézard (96 m).
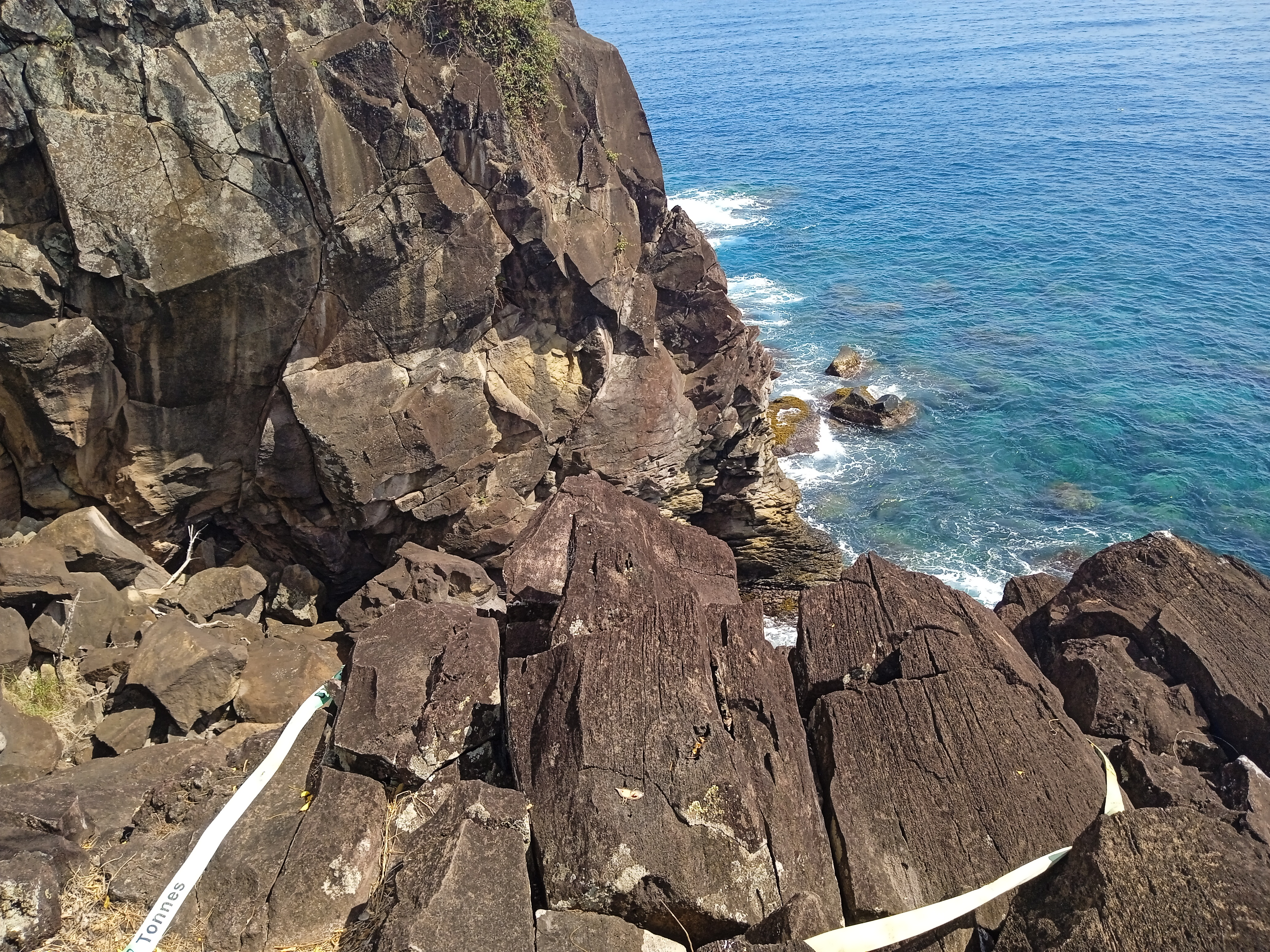
Mur d'escalade de la pointe à Lézard.
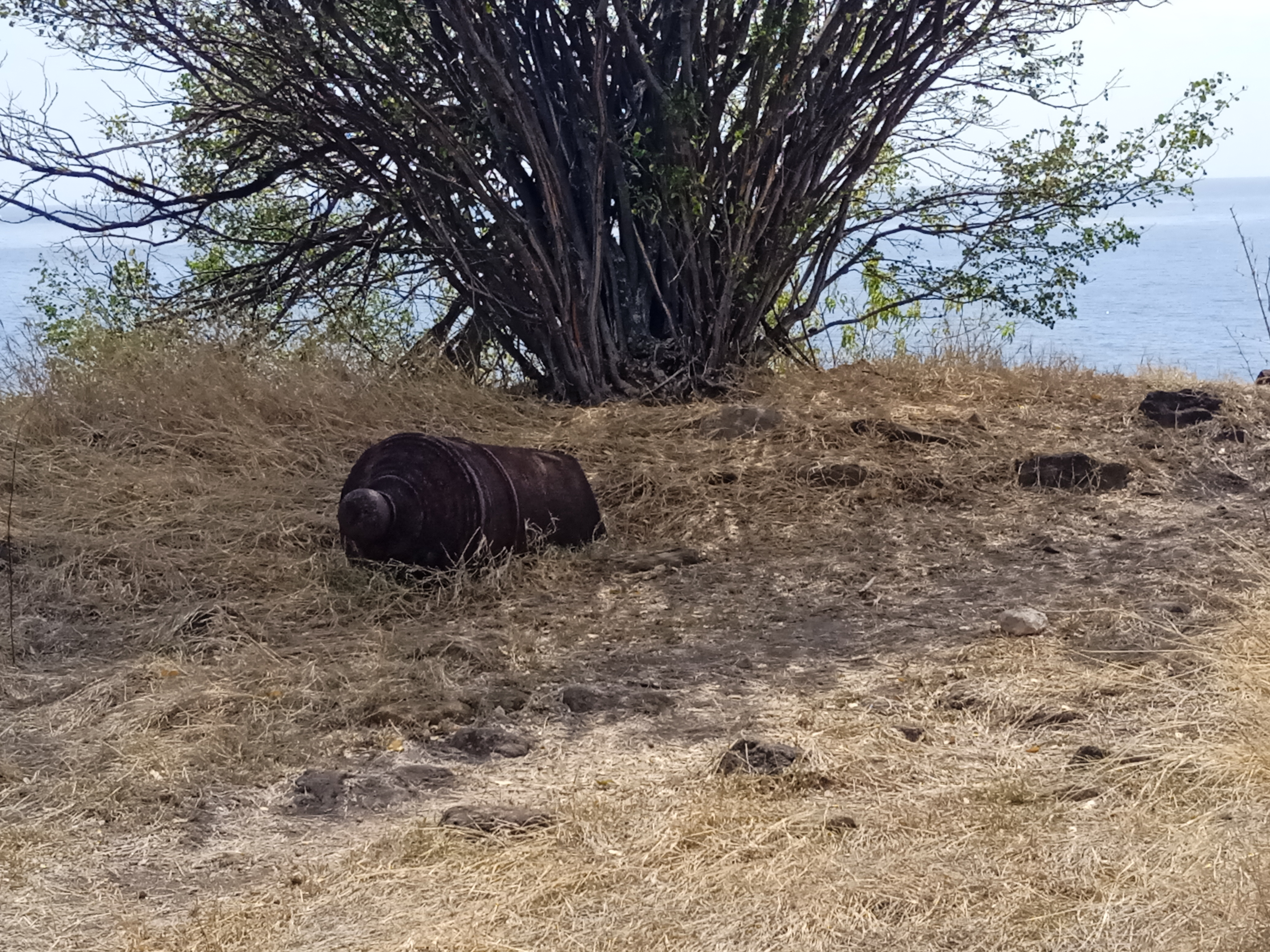
Vestige de canon à la pointe à Lézard.
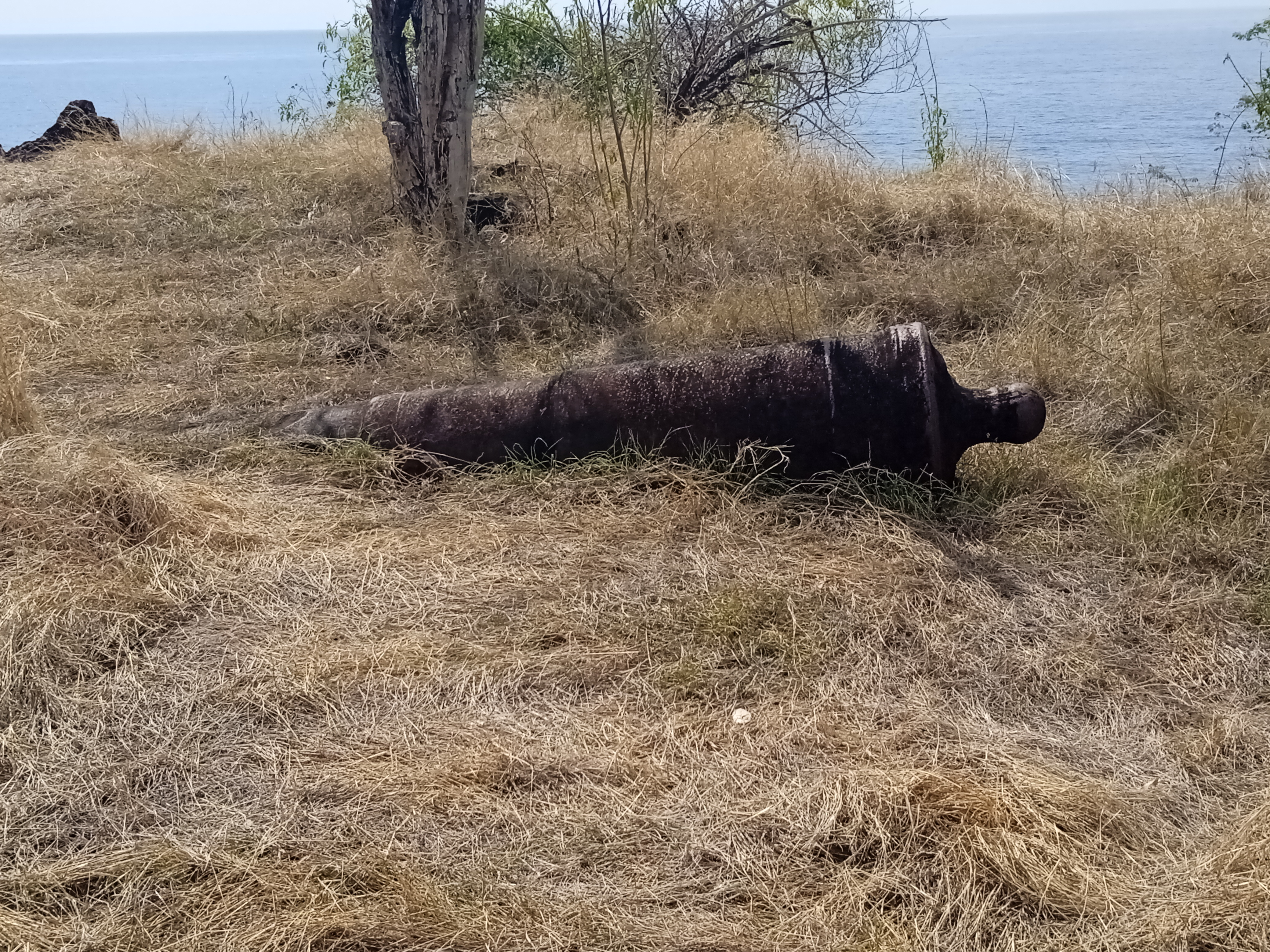
Vestige de canon à la pointe à Lézard.
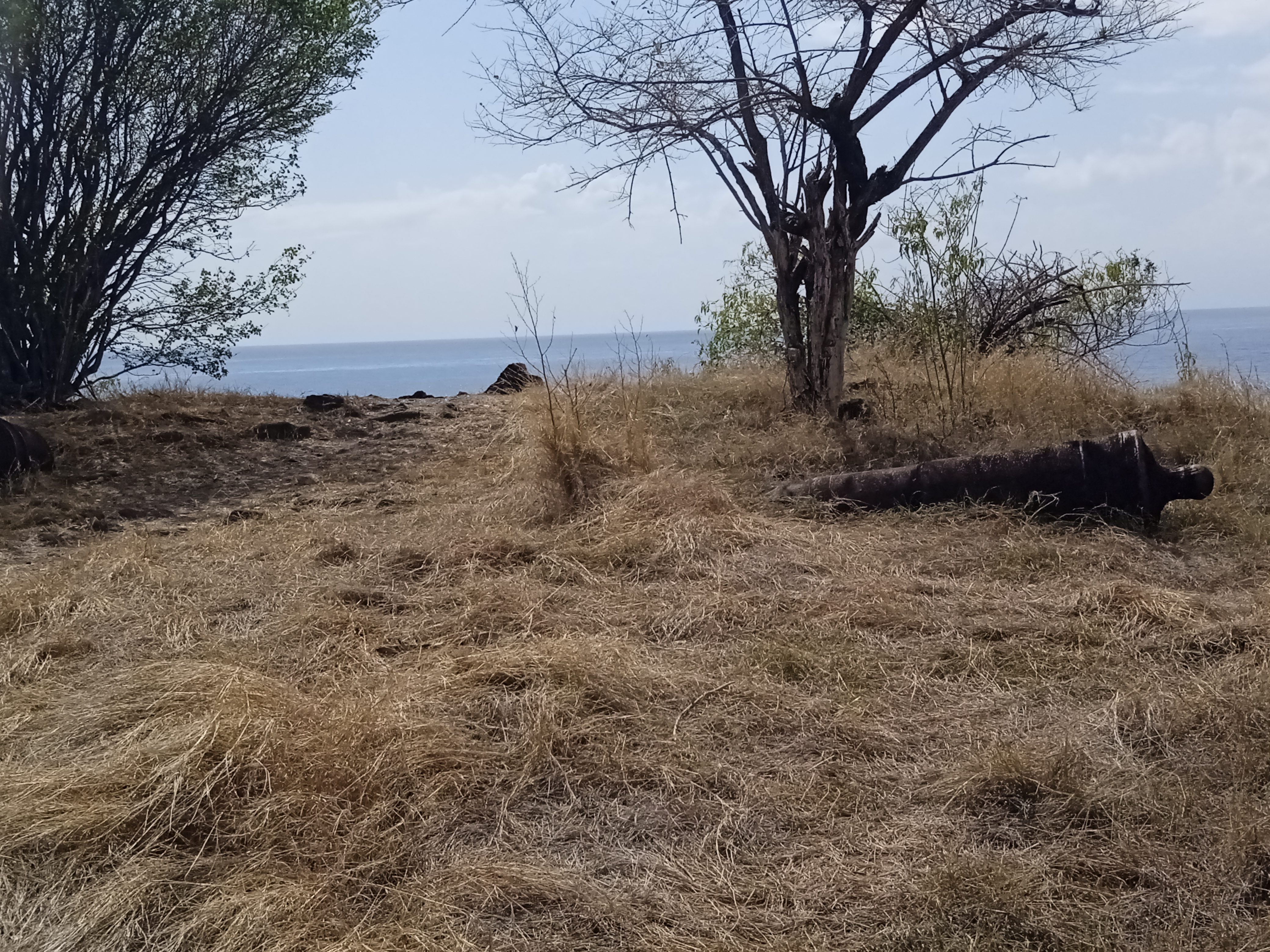
Vestiges de canon à la pointe à Lézard.
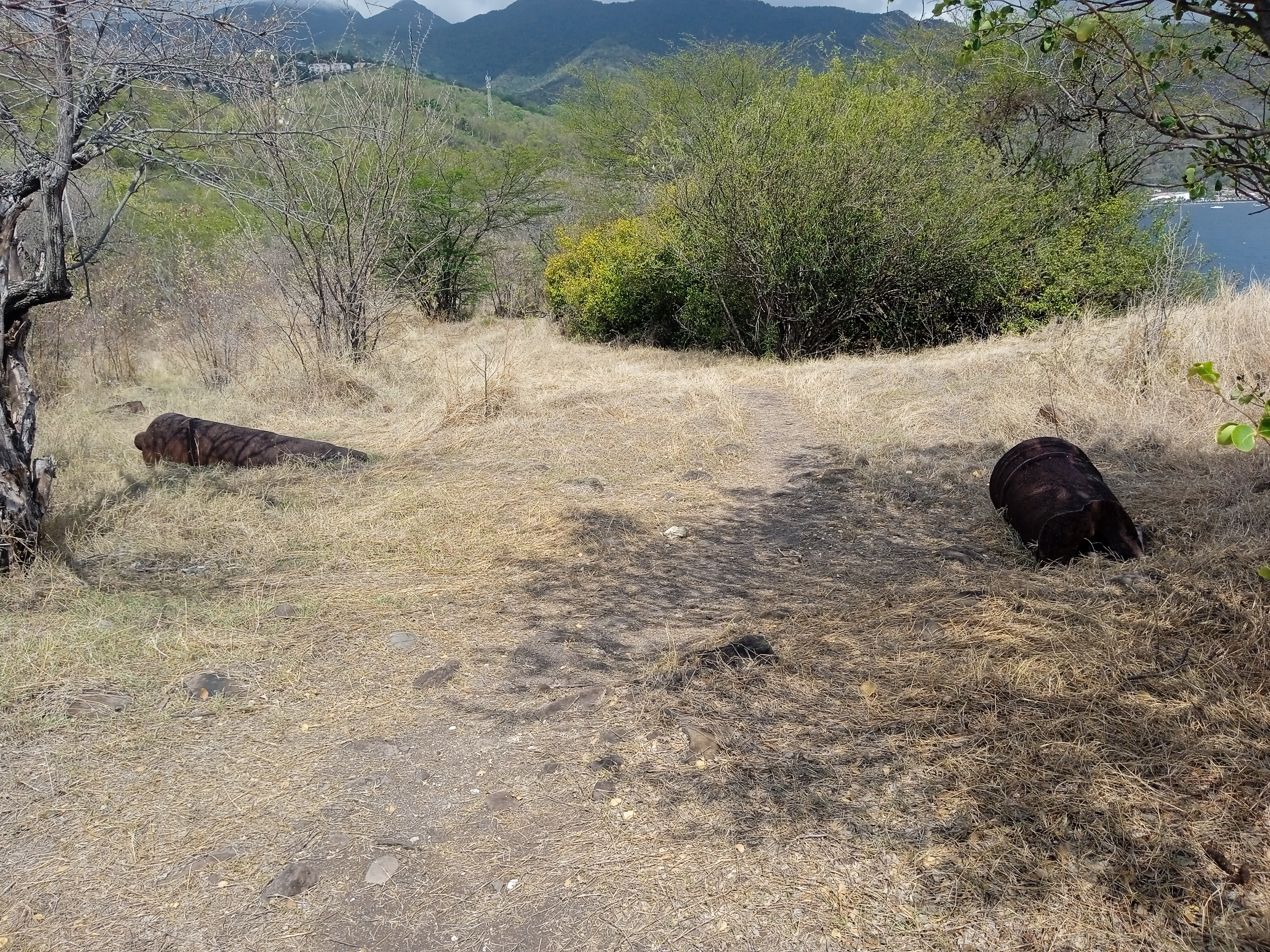
Canons de la pointe à Lézard.
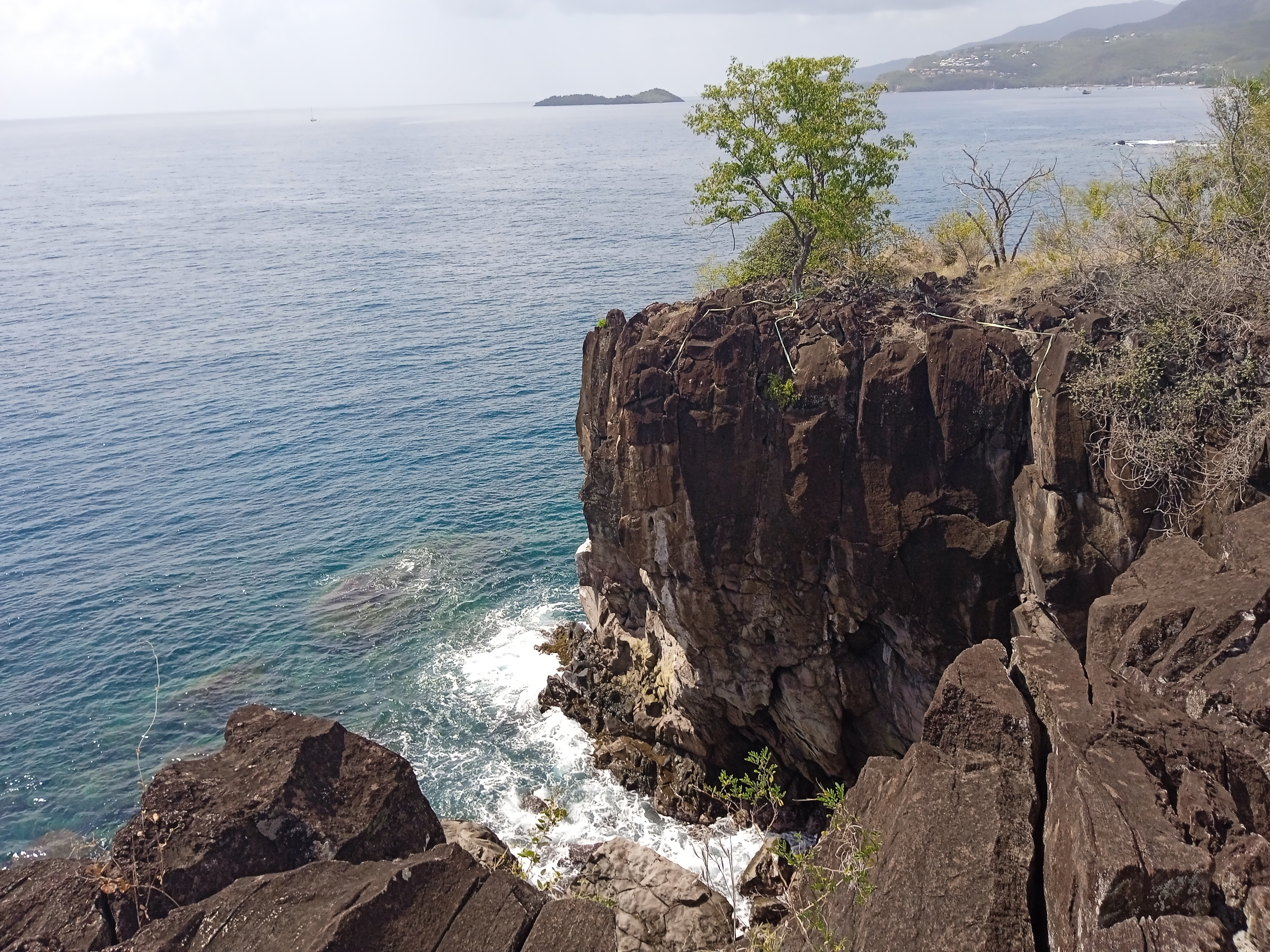
Mur d'escalade de la pointe à Lézard et le gouffre.

## Histoire
La pointe tient son nom des iguanes qui y vivent, improprement nommés lézards.
Une batterie en fer à cheval équipée de deux canons y est installée au XVIIIe siècle.